# اوریتا (لوئیزیانا)
اوریتا (به انگلیسی: Oretta) یک منطقهٔ مسکونی در ایالات متحده آمریکا است که در پریش بیرگارد، لوئیزیانا واقع شده‌است. اوریتا ۵٫۷ کیلومتر مربع مساحت و ۴۱۸ نفر جمعیت دارد و ۳۲٫۹۲ متر بالاتر از سطح دریا واقع شده‌است.